# Paola Dionisotti
Paola Dionisotti (Torino, 1946) è un'attrice italo-britannica.

## Carriera
Secondogenita di Marisa Pinna Pintor e del critico letterario Carlo Dionisotti, attiva soprattutto in teatro, è conosciuta per i suoi ruoli shakespeariani. Ha fatto parte del cast de La bisbetica domata della Royal Shakespeare Company, diretta da Michael Bogdanov nel 1978 all'Aldwych Theatre. Nel 2000 ha vinto un Evening Standard Theatre Award alla migliore attrice per il suo ruolo in Further Than The Furthest Thing al Royal National Theatre. Nel 2014, sempre con la Royal Shakespeare Company, ha interpretato Comare Quickly nella produzione dell'Enrico IV, parte 1 e parte 2.
In televisione è nota per i ruoli ricorrenti di Lady Patricia Broughall in Forever Green e di zia Nicholls in Harbour Lights. Nel 2014 ha interpretato il personaggio di Anya Waynwood nella serie televisiva HBO Il Trono di Spade (Game of Thrones).

## Filmografia parziale

### Cinema
- Knots, regia di David Munro (1975)
- The Sailor's Return, regia di Jack Gold (1978)
- Fords on Water, regia di Barry Bliss (1983)
- I miserabili (Les Misérables), regia di Bille August (1998)
- The Tichborne Claimant, regia di David Yates (1998)
- Vigo, passione per la vita (Vigo), regia di Julien Temple (1998)
- Intimacy - Nell'intimità (Intimacy), regia di Patrice Chéreau (2001)
- Love's Brother, regia di Jan Sardi (2004)
- Bella giornata per un matrimonio (Cheerful Weather for the Wedding), regia di Donald Rice (2012)
- Florence (Florence Foster Jenkins), regia di Stephen Frears (2016)

### Televisione
- Village Hall – serie TV, 1 episodio (1975)
- The Apple of Discord – film TV (1977)
- Within These Walls – serie TV, 1 episodio (1978)
- Baal – film TV (1982)
- Fame Is the Spur – serie TV, 5 episodi (1982)
- The Young Ones – serie TV, 2 episodi (1982)
- Ispettore Maggie (The Gentle Touch) – serie TV, 1 episodio (1983)
- Miss Marple (Agatha Christie's Marple) – serie TV, episodio 1x03 (1985)
- Metropolitan Police (The Bill) – serie TV, 1 episodio (1986)
- First Among Equals – miniserie TV, 6 episodi (1986)
- Forever Green – serie TV, 18 episodi (1989-1992)
- Just William – serie TV, 1 episodio (1994)
- Peak Practice – serie TV, 1 episodio (1995)
- Maisie Raine – serie TV, 1 episodio (1998)
- Harbour Lights – serie TV, 9 episodi (1999)
- Where the Heart Is – serie TV, 1 episodio (2001)
- Fergus's Wedding – serie TV, 1 episodio (2002)
- Twisted Tales – serie TV, 1 episodio (2005)
- Ashes to Ashes – serie TV, 1 episodio (2009)
- L'ispettore Barnaby (Midsomer Murders) – serie TV, 1 episodio 12x07 (2010)
- Doctors – serie TV, 1 episodio (2010)
- Poirot (Agatha Christie's Poirot) – serie TV, episodio 12x03 (2010)
- Il Trono di Spade (Game of Thrones) – serie TV, 1 episodio (2014)
- Holby City – serie TV, 1 episodio (2016)
- Plebs – serie TV, 1 episodio (2019)